# Fergus McPicsou
Fergus McPicsou (en anglais Fergus McDuck) est un personnage de fiction de l'univers des canards créé par les studios Disney. Père de Balthazar Picsou, il apparaît en bandes dessinées pour la première fois dans l'histoire Le dernier du clan McPicsou, premier volet de La Jeunesse de Picsou, créée par Don Rosa,.

## Biographie
Il est né en 1835 à Glasgow en Écosse et mort en 1902 au château du clan McPicsou. Il est le fils de Willie McPicsou, mineur de fond, et de Molly Mallard.
Il se marie avec Édith O'Drake avec laquelle il a trois enfants : Balthazar, Matilda et Hortense.
D'après Don Rosa dans sa biographie de Picsou, c'est Fergus qui lance Balthazar sur le chemin de la fortune par le travail : après lui avoir offert un nécessaire de cirage de chaussures, il lui trouve son premier client qui donnera au jeune Picsou son premier sou, un dime américain.
Grâce à la fortune de son fils, il peut se réinstaller dans le château du clan McPicsou, jusque-là déserté par sa famille depuis de nombreuses années. Son épouse Édith, puis lui-même, y finirons leurs jours.
Des dessinateurs lui ont prêté deux autres liaisons : l'une avec la sœur anonyme de Edith et Véra O'Drake, dont est issu Léon Sanzun; l'autre inconnue, dont est issu Gédéon Picsou.

## Le personnage chez Don Rosa
Grâce à La Jeunesse de Picsou, le personnage de Fergus permet d'expliquer quelques éléments du caractère de Balthazar Picsou : le goût du travail, l'amour de l'argent gagné par soi-même.
Sa mort dans Le Milliardaire des landes perdues est certainement la première mort d'un personnage important montrée dans une bande dessinée de l'univers de Donald Duck. Habituellement, ce sont les conditions pour obtenir l'héritage de lointains oncles ou tantes qui servent de moteur à une histoire. Des révélations sur les secrets de Fergus et l'amour qu'il portait à son fils sont données par Don Rosa dans Une lettre de la maison.

## Apparition en dessins animés
Le père de Picsou apparait dans la première série La Bande à Picsou de 1987, dans le cadre de l'épisode Il était une fois un sou (Once Upon a Dime) de la saison 1. Dans cet épisode, au cours duquel Picsou raconte son passé et notamment comment il a gagné son premier sou, on peut voir ses parents lors d'un flashback. À cette époque il n'avait pas encore de nom. En version originale, c'est Don Messick qui incarnait sa voix.
Ensuite, une version du personnage inspirée de celle de Don Rosa apparait en août 2018 dans le reboot de 2017 de La Bande à Picsou, lors de l'épisode 21 de la saison 1 Les Secrets du château McPicsou ! (The Secret(s) of Castle McDuck!). Par la suite, on le revoit dans l'épisode The Fight for Castle McDuck! de la saison 3 de la série. En version originale, c'est Graham McTavish qui incarne sa voix.